# Afrolimnophila dichroica
Afrolimnophila dichroica är en tvåvingeart som först beskrevs av Alexander 1956.  Afrolimnophila dichroica ingår i släktet Afrolimnophila och familjen småharkrankar.
Artens utbredningsområde är Uganda. Inga underarter finns listade i Catalogue of Life.